# Кушнерёв, Сергей Анатольевич
Сергей Анатольевич Кушнерёв (8 марта 1962, Москва — 27 февраля 2017, там же) — советский и российский журналист, продюсер, медиаменеджер. Руководитель программы «Жди меня» с 1999 по 2014 год, член Академии Российского телевидения (ТЭФИ), член Международной Академии телевизионных искусств и наук (ЭММИ). В течение 19 лет — главный редактор Телекомпании ВИD, создатель многих проектов на «Первом канале».

## Биография
С 1982 года работал в газете «Комсомольская правда»: стажёр, корреспондент, заведующий отделом студенческой молодёжи.
В 1982 году основал и дважды провёл Всесоюзную ярмарку студенческих разработок «Комсомольской правды».
В 1984 году окончил международное отделение факультета журналистики МГУ.
В 1988 году стал членом редколлегии, в 1990 году был назначен ответственным секретарём «Комсомольской правды».
В 1989 году стал организатором (продюсером), первого объявленного всесоюзным, конкурса красоты «Мисс СССР-89». С победительницей конкурса, не достигшей на момент совершеннолетия, 17-летней москвичкой Юлией Сухановой пытался заключить исключительный договор на её модельную деятельность, обеспечивающий его фирме 90 % от выплачиваемых гонораров — на что получил отказ.
В 1993 году выступил одним из основателей «Новой ежедневной газеты». Самостоятельно сверстал её первый выпуск.
В 1994—1996 годах работал в газете «Московские новости».
В 1994 году Александр Любимов пригласил его на должность главного редактора в программе «Взгляд». В 1996 году стал главным редактором телекомпании ВИD. Привёл на телевидение Сергея Бодрова-младшего, Чулпан Хаматову, Игоря Квашу и Марию Шукшину. В 1997 году был членом жюри на Фестивале телевизионных программ в Монте-Карло.
Близко дружил с Сергеем Бодровым-младшим, являлся крёстным его детей.
По утверждению режиссёра программы «Жди меня» Светланы Бодровой (вдовы Сергея Бодрова-младшего), осенью 2014 года после того, как программу взял под контроль Александр Любимов, Кушнерёв (её руководитель с 2000 года) был вынужден уйти с телевидения и заняться написанием цикла историко-документальных книг под общим названием серии «Мой XX век. Действующие лица». Акции телекомпании Кушнерёв отдал Любимову за две тысячи рублей. Через некоторое время у Кушнерёва случился первый инсульт. В своём интервью интернет-изданию Colta.ru Бодрова вспоминает:
И у него всё забрали. Через несколько месяцев у Серёжи случился первый инсульт. У человека отобрали дело его жизни, смысл жизни. Кушнерёв не знал, как жить…
Скончался от последствий инсульта. Похоронен на Хованском кладбище (Северная территория, участок 298) в Москве.

## Телевизионные проекты Кушнерёва
- «Взгляд» с Александром Любимовым и Сергеем Бодровым-младшим (1994—2001, 1-й канал Останкино, ОРТ)
- Скандалы недели с Сергеем Соколовым, Андреем Добровым, Петром Толстым (1995—2001, ТВ-6)
- Сделай шаг с Михаилом Кожуховым (1996—1998, ТВ-6)
- Как это было с Олегом Шкловским (1997—2002, ОРТ)[12]
- Женские истории с Оксаной Пушкиной (1997—1999, ОРТ)
- Жди меня с Игорем Квашой, Марией Шукшиной, Чулпан Хаматовой, Сергеем Никоненко, Александром Домогаровым, Михаилом Ефремовым, Егором Бероевым (1998—2014, РТР, потом ОРТ / «Первый канал»)
- Здесь и сейчас с Александром Любимовым (1998—2001, ОРТ)
- Другая жизнь с Галиной Волчек, Чулпан Хаматовой (2000, ОРТ)
- Завещания XX века с Генрихом Боровиком (2000, Культура)
- Последний герой с Сергеем Бодровым-младшим, Дмитрием Певцовым, Николаем Фоменко, Александром Домогаровым, Владимиром Меньшовым (2001—2004, ОРТ / «Первый канал»)[13][14]
- 12 негритят (2004, ТНТ)
- «Сердце Африки» с Александром Домогаровым (2005—2006, «Первый канал»)
- Фабрика звёзд-7 Валерия и Константина Меладзе (2007, «Первый канал»)[15]

## Фильмография
- «Сны о войне» (1996)
- «Дембельский альбом» (1997)
- «Новый год в Чечне» (1997)
- «Великая китайская мечта» (1997)
- «Солдаты любви» (1999)
- «Невероятные истории про жизнь» (2008, Первый канал)
- «Ушли из дома и не вернулись» (2010—2012)

## Награды
- Медаль «За трудовую доблесть» (1985)
- В 1990 году награждён медалью «За трудовую доблесть», в 2006 году — ордёном Дружбы.
- С 2001 года являлся членом Академии российского телевидения.
- Лауреат премии ТЭФИ-2001, 2002, 2007 и др. — в номинациях «Лучший продюсер» «Лучший сценарист» и др.
- Орден Дружбы (27 ноября 2006) — за большой вклад в развитие отечественного телерадиовещания и многолетнюю плодотворную работу[16].
- Международная медицинская премия «Профессия — жизнь», орден «За честь, доблесть, созидание, милосердие» (2007)[17][18]
- Национальная премия «Известность» газеты «Известия» (2010)[19]
- Премия Союза журналистов Москвы
- Почётный знак МВД Российской Федерации
- Медаль «70 лет уголовному розыску»